# Łogwiny (przystanek kolejowy)
Łogwiny (biał. Логвіны, ros. Логвины) – przystanek kolejowy w pobliżu miejscowości Łogwiny, w rejonie szczuczyńskim, w obwodzie grodzieńskim, na Białorusi.